# Juillet 1896

## Événements
- James Mitchell devient premier ministre du Nouveau-Brunswick, remplaçant Andrew George Blair.
- Affaire Dreyfus : le lieutenant-colonel Georges Picquart constate la similitude de l'écriture du bordereau et celle d'Esterhazy, il alerte en vain ses supérieurs.
- Corée[1] : fondation d’un Club de l’indépendance animé par des intellectuels libéraux nationalistes qui cherchent à gagner la confiance des milieux populaires.

- 1er juillet :
  - Le Royaume-Uni met sur pied la Fédération des États Malais avec Kuala Lumpur comme capitale.
  - Promulgation en Égypte d'une importante loi de réforme de l'enseignement à la Mosquée al-Azhar, préparée par le recteur Hassûnah An-Nawâwî.

- 5 juillet : création de la CGT à Limoges.

- 11 juillet : Wilfrid Laurier devient le premier canadien français à être le Premier ministre du Canada. Il renonce à la politique libre-échangiste de Mackenzie et se rapproche du Royaume-Uni par une politique de droits préférentiels.

- 20 juillet : George Henry Murray devient premier ministre de la Nouvelle-Écosse, remplaçant William Stevens Fielding.

- 25 juillet : Arthur Sturgis Hardy devient premier ministre de l'Ontario, remplaçant Oliver Mowat.

## Naissances
- 2 juillet : Prudence Heward, femme artiste peintre.
- 10 juillet :
  - Thérèse Casgrain, suffragette, féministe et sénatrice provenant du Québec.
  - Stefan Askenase, pianiste polonais († 18 octobre 1985).
- 14 juillet : Ferdinando Giuseppe Antonelli, cardinal italien de la curie romaine († 12 juillet 1993).
- 16 juillet :
  - Trygve Lie, homme d'État norvégien et 1er Secrétaire général de l'ONU.
  - Ahmad Chah, dernier souverain iranien de la dynastie des Qadjar.
- 19 juillet : Henri Crémieux, comédien.

## Décès
- 1er juillet : Harriet Beecher Stowe, écrivain américaine, auteur de La Case de l'oncle Tom (° 14 juin 1811).
- 18 juillet : Joséphine Rostkowska, médecin militaire polonaise (° 19 mars 1784)